# Московський Кремль (яйце Фаберже)
Імператорське великоднє яйце «Московський Кремль» (інша назва «Успенський собор») — ювелірний виріб фірми Карла Фаберже, виготовлений на замовлення російського імператора Миколи II у 1906 році. Було подароване імператором дружині Олександрі Федорівні.